# Дурмуш-хан Шамлы
Дурмуш-хан Шамлы (азерб. Durmuş xan Şamlı; ум. 1525, Герат, Гератское бейлярбейство, Сефевидское государство) — военный и политический деятель Сефевидской империи, эшикагасыбаши, губернатор Исфахана, Тебриза и Герата. 

## Биография
Дурмуш-хан был сыном Абди-бека Шамлы, а его мать была сестрой шаха Исмаила I. Кроме того, у Дурмуш-хана был брат по имени Хусейн-хан Шамлы. В 1503 году Дурмуш-хан был назначен губернатором Исфахана, но предпочёл остаться в столице Сефевидов — Тебризе и назначил Мирзу шаха Хусейна своим визирем. В 1514 году перед Чалдыранской битвой Мухаммед-хан Устаджлы, который был губернатором Диярбекира, и Нурали Халифа, полководец, знавший, как сражаются Османы, предложили им атаковать как можно быстрее. Однако это предложение было отклонено Дурмуш-ханом, который в грубой форме заявил, что Мухаммед-хана Устаджлы интересует только провинция, которой он управляет. Предложение также было отклонено самим Исмаилом, который сказал: «Я не разбойник, грабящий караваны, всё, что предопределено Богом, произойдёт». Вскоре Сефевиды потерпели поражение в битве.
В 1518—1519 годах Дурмуш-хан подавил несколько восстаний в Мазендаране, а позже, в 1520 году, был отправлен в Багдад для защиты города от османского султана Селима I, который, умер от болезни, не успев добраться до города. В 1521 году Мирза Шах Хусейн, который теперь служил визирем Исмаила и стал настолько могущественным, что решил отправить Дурмуш-хана подальше от двора Сефевидов — в Герат в Хорасане, где он был вынужден служить его губернатором. Когда Дурмуш-хан прибыл в город, он назначил Ахмед султана Афшара губернатором нескольких районов провинции. В мае 1522 года правитель Великих Моголов Бабур захватил Кандагар у Дурмуш-хана. В 1523—1524 годах Герат подвергся нападению группы узбеков, которую Дурмуш-хан сумел отразить. Позже Дурмуш-хан умер в 1525 году, и ему наследовал его брат Хусейн-хан Шамлы.